# Lygippulus major
Lygippulus major is een hooiwagen uit de familie Assamiidae.